# 1122 Neith
1122 Neith är en asteroid i huvudbältet som upptäcktes den 17 september 1928 av den belgiske astronomen Eugène Joseph Delporte. Dess preliminära beteckning var 1928 SB. Den namngavs senare efter Neith, modersgudinnan i den tidiga egyptiska mytologin.
Neiths senaste periheliepassage skedde den 10 juli 2021. Beräkningar har gett vid handen att asteroiden har en rotationstid på ungefär 12,60 timmar.